# Luminale

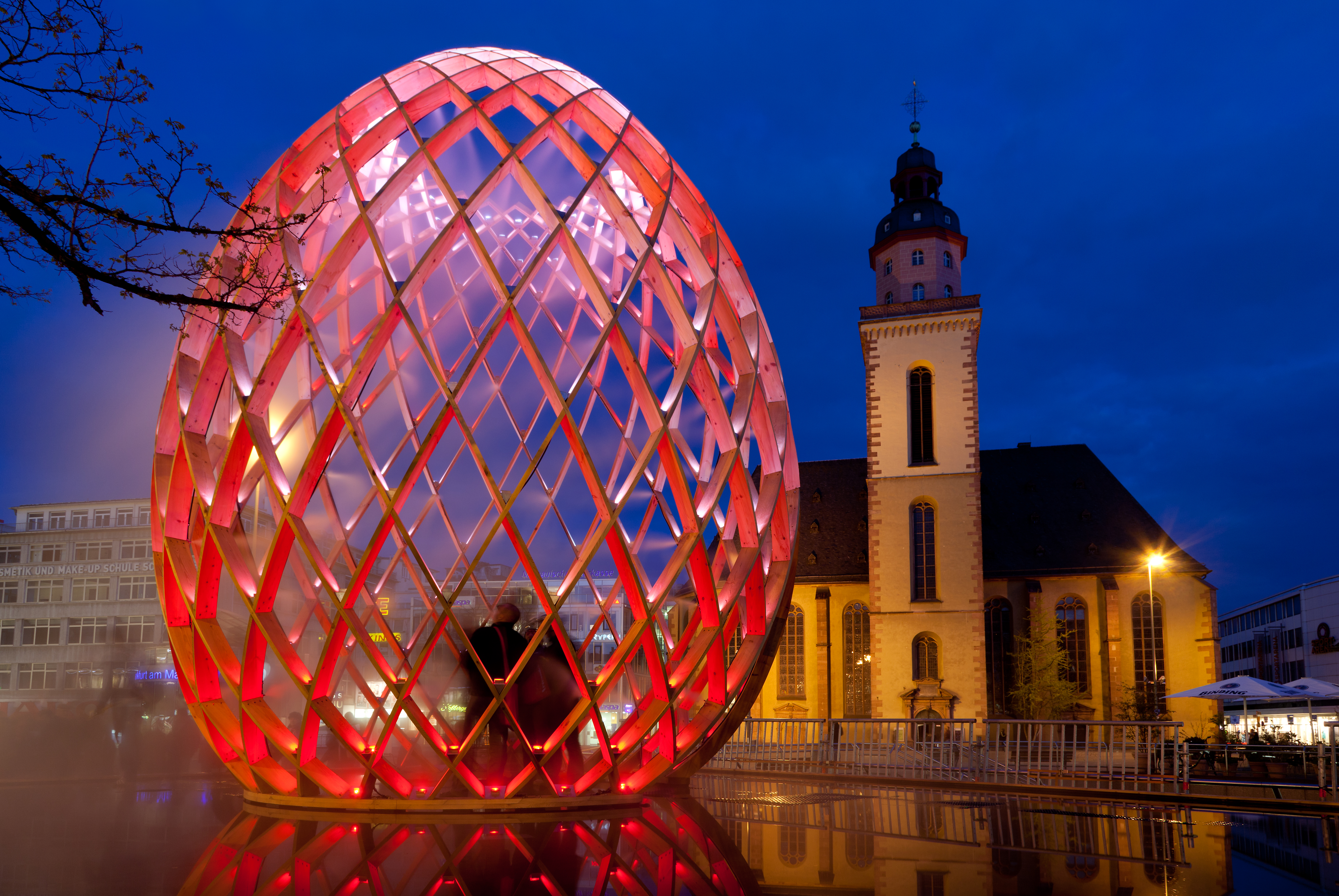
OVO, Luminale 2012

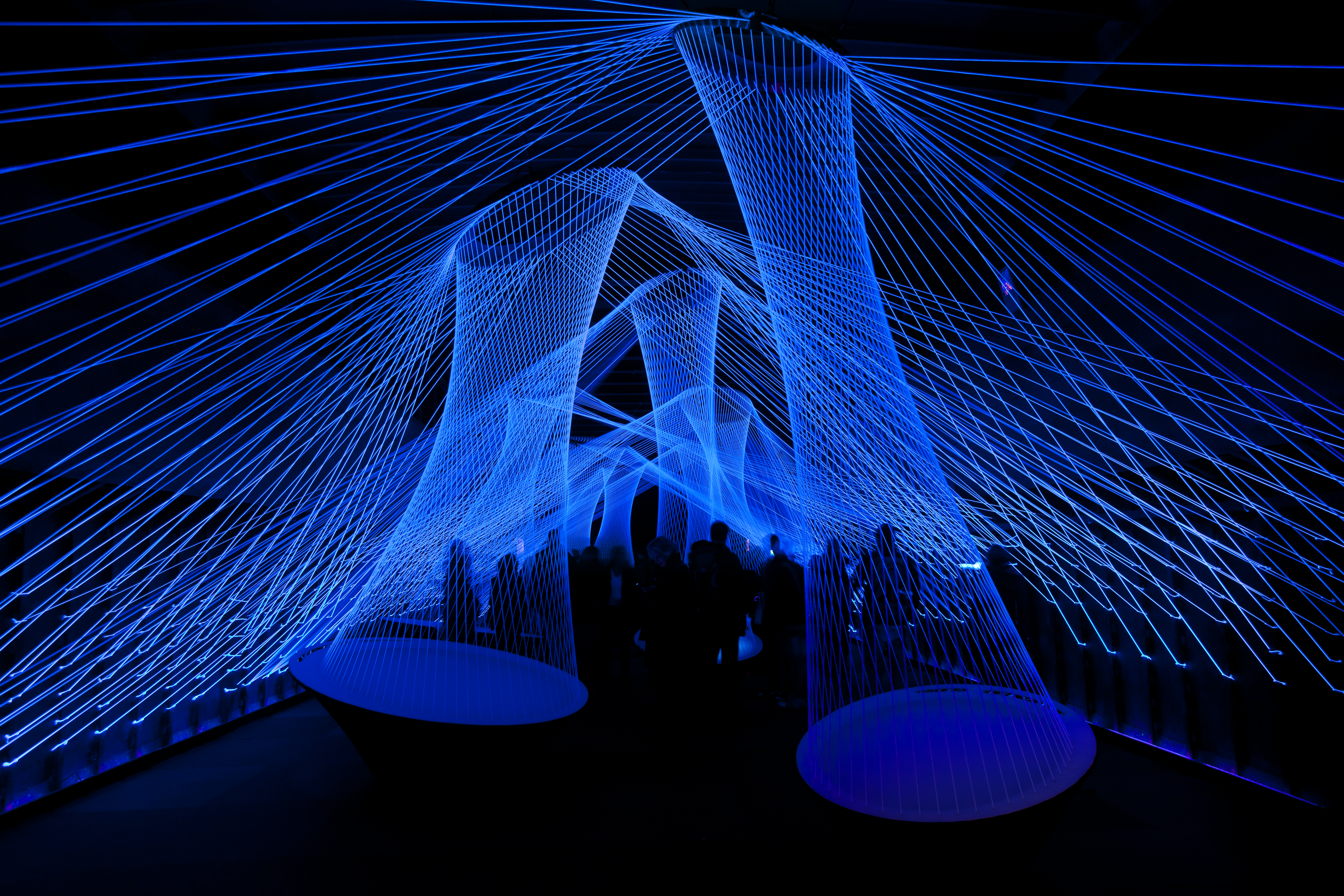
Resonate, Luminale 2012

Luminale is een festival van de lichtcultuur, dat sinds 2000 om de twee jaar gehouden wordt in de Duitse stad Frankfurt am Main. Het festival wordt altijd samen georganiseerd met Light + Building, een internationale vakbeurs voor licht en verlichtingstechnologie. Tijdens het festival zijn in openbare en particuliere gebouwen, en op prominente locaties in en rond Frankfurt lichtkunstwerken en lichtinstallaties te zien.
Op de vierde Luminale in april 2008 deden voor het eerst ook steden en regio's buiten het Rijn-Maingebied mee, met inbegrip van Aschaffenburg en Mittelrhein. In totaal waren er in 2008 ongeveer 220 lichtinstallaties en meer dan 180 festiviteiten, die werden bijgewoond door meer dan 100.000 bezoekers.
De vijfde Luminale werd gehouden van 11 tot 16 april 2010 op 157 locaties tussen Mainz, Wiesbaden en Aschaffenburg. De zesde editie met ongeveer 170 producties werd gehouden van 15 tot 20 april 2012. Volgens de organisator waren er ongeveer 140.000 vakbezoekers.